# Denmark (Australia)
Denmark è una città situata nella regione di Great Southern, in Australia Occidentale; essa si trova 423 chilometri a sud-est di Perth ed è la sede della Contea di Denmark. Al censimento del 2006 contava 2.732 abitanti.